# Ninstints
SG̱ang Gwaay Llanagaay (in het Engels ook bekend als Ninstints) is een archeologische site op de eilandengroep Haida Gwaii voor de kust van Brits-Columbia in Canada. De site was vroeger een dorp van het Haidavolk en maakt deel uit van het Gwaii Haanas National Park Reserve and Haida Heritage Site. De plaats is sinds 1981 erkend als UNESCO Werelderfgoed.